# リンコスター
リンコスター（rincostarr、1994年8月26日 - ）は、日本の歌手、グラビアアイドル。元inkeyoops（『インキーウップス』）メンバーである。大阪府高槻市出身。

## 略歴
2017年4月、西崎歩ことあゆウェスティン、高橋マロンことマロン、大門舞乃ことデイモン・チャンとの4名により80’sミュージック＆ファッション を主体としたアイドルユニット、インキーウップス（inkeyoops）を結成。4月30日に上海でデビュー。5月3日に日本デビュー。2018年3月5日にあゆウェスティンがグループを卒業し、インキーウップスが3人体制になる。リンコスター以外の別名義に蒲田千裕（カバタ・チヒロ）がある。
2018年8月2日、集英社「週刊ヤングジャンプ」主催「サキドル エース SURVIVAL SEASON9」にエントリー。同誌表紙に登場。水着グラビアを初披露した。
2018年12月27日、渋谷club asiaでのワンマンパーティーを持ってインキーウップスとしての活動を休止。
2019年10月30日、りんこ名義でライブ出演し歌手活動復帰。ASOBINEXT所属を発表。翌年ちぱぴんくに改名。

## 人物
あこがれのアイドルは松浦亜弥。
趣味はマンガ、料理。特技は丸鶏をさばくこと。
好きな言葉は「A girl, all, princess」。
デビュー以来金髪にしており、しゃがれた声が特徴。のどぼとけがある。
CHERRSEE・MIYUとは同郷。

## 出演

### ラジオ
- GIRLS GIRLS GIRLS =flying high= インキーウップスのRadio oops!! on Monday（2018年4月16日 – 12月24日[12]、FM fuji）